# Teepack
Die Teepack Spezialmaschinen GmbH & Co. KG (Eigenschreibweise TEEPACK) ist ein deutscher Hersteller von Teebeutelverpackungs- und Schlauchbeutelmaschinen. Die Maschinen befinden sich in mehr als fünfzig Ländern im Einsatz. Das 1948 in Meerbusch gegründete Unternehmen gehört zur Teekanne-Gruppe. Der Erfinder des heute gebräuchlichen Doppelkammerteebeutels ist Adolf Rambold.

## Geschichte
Die Geschichte der Teepack ist eng mit der Entwicklung des Unternehmens Teekanne zu einem führenden Unternehmen der Teebranche und der zugehörigen Erfindung des Doppelkammerbeutels verknüpft.
Während des Ersten Weltkrieges lieferte das Teekanne-Stammhaus R. Seelig & Hille in Dresden unter der Bezeichnung Tee-Bombe die ersten Vorläufer des Aufgussbeutels an die Soldaten. Sie waren aus Mull und wurden auf ziemlich einfache Art mit der Hand gefertigt. Zwar sorgten die Mullbeutel für eine leicht braune Färbung des Wassers, das feine Aroma der Teeblätter gaben sie jedoch nicht ab.
Man sann auf Abhilfe, scheute keine Entwicklungskosten und schließlich gelang es dem Teekanne-Mitarbeiter Adolf Rambold mit der Konstruktion einer neuen Maschine und unter Verwendung eines anderen Materials eine bessere wirtschaftliche und geschmackliche Lösung zu finden. Das neue Material war perforiertes, völlig geschmackfreies Spezialpergamentpapier, welches zum Vorteil hatte, dass keinerlei Geschmacksübertragung auf den Tee festgestellt werden konnte. Die neue Maschine produzierte 75 Teebeutel pro Minute und wurde in alle Teile der Welt exportiert. Auch der Übergang vom Mullbeutel zum Aufgussbeutel aus gelochtem Pergamentpapier vollzog sich in vielen Teilen der Welt, allerdings trieben die Amerikaner diese Entwicklung noch weiter voran. Sie verwendeten ein wasser-unlösliches Filterpapier.
Adolf Rambold und die mit ihm 1948 gegründete Teepack Spezialmaschinen GmbH versuchten nun, in verschiedenen Tests mit den unterschiedlichen Papiermaterialien, mit verschiedenen Teesorten, Falttechniken und Maschinen einen preiswerten Teebeutel herzustellen. 1949 stellte er die gefundene Lösung in Form der vollautomatischen Teebeutelverpackungsmaschine Constanta vor. Sie produzierte 180 Doppelkammerteebeutel pro Minute.
In den 1990er Jahren zeigte sich im traditionellen Einsatzbereich eine Marktsättigung und die Firma durchlief eine Krise. Inzwischen wurden zusätzliche Anwendungen entwickelt und in Russland und Asien neue Absatzmärkte eröffnet.